# Dodecascoenus
Dodecascoenus o Dodecaschoenus, grec Dôdekaschoinos, fou un districte del sud d'Egipte que prenia el seu nom de tenir XII schoinoi. La frontera nord era a Filae i la del sud a Pscelcis (Dakkeh). Els romans van unir el districte a la prefectura de l'Alt Egipte.